# 萨默塞特岛 (加拿大)
萨默塞特岛是加拿大北极群岛中的一个岛屿，隶属加拿大努纳武特领地巴芬地区。该岛面积24,786平方公里，为世界第46大岛、加拿大第12大岛，南方與布西亞半島隔著貝洛特海峽。

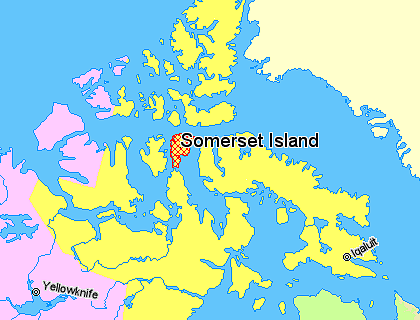

## 历史
在公元1000年左右，该岛为图勒人的居住地。1848年，詹姆斯·克拉克·罗斯登陆该岛。